# 八つ凧
八つ凧（やつだこ）は、茨城県日立市の伝統的な凧。

## 概要
明治時代末期に久慈浜漁港から日立市に入った唐人凧で、七つの輪とハート型の紙が繋がった形が特徴的。
昔は白黒のものしかなかったが、見栄えの面から朱色のものも作られている。中央に家紋が描かれていて、家の発展を願っている。
うなり弓が付けられていて大きな音が出る。非常に性能が高くアメリカでも飛ばされている。